# August Müller (český politik)
August Müller (6. února 1821 Vídeň – 15. března 1915 Snědovice) byl rakouský politik německé národnosti z Čech, v 2. polovině 19. století poslanec Říšské rady a Českého zemského sněmu.

## Biografie
Vyrůstal ve Štýrském Hradci, kde absolvoval studium práv. Pak se zabýval studiem agronomie a procestoval Německo, Francii, Itálii a Švýcarsko. V roce 1850 koupil statek v severočeských Snědovicích, kde si získal proslulost díky zavádění moderních metod hospodaření.
V zemských volbách v březnu 1867 byl zvolen na Český zemský sněm za kurii velkostatkářskou, nesvěřenecké velkostatky. Do sněmu se vrátil v zemských volbách roku 1872. Na mandát rezignoval roku 1873. Byl členem Strany ústavověrného velkostatku.
Zemský sněm ho roku 1867 zvolil i do Říšské rady (tehdy ještě volené nepřímo), za kurii velkostatkářskou v Čechách. Dne 23. května 1867 složil slib. Opětovně byl sněmem do Říšské rady delegován roku 1871. Dne 3. března 1871 složil slib.
Zasedal v zemské zemědělské radě v Čechách. Od roku 1859 do roku 1863 byl též členem Vlastenecko-hospodářské společnosti. Patřil mu hotel v domovských Snědovicích.
Zemřel v březnu 1915 ve věku 94 let.